# HD 139357
HD 139357 är en ensam stjärna i den södra delen av stjärnbilden Draken. Den har en  skenbar magnitud av ca 5,97 och är mycket svagt synlig för blotta ögat där ljusföroreningar ej förekommer. Baserat på parallax enligt Gaia Data Release 2 på ca 8,9 mas, beräknas den befinna sig på ett avstånd på ca 367 ljusår (ca 112 parsek) från solen. Den rör sig bort från solen med en heliocentrisk radialhastighet på ca -8 km/s.

## Egenskaper
HD 139357 är en orange till gul jättestjärna av spektralklass K4 III och är extremt ung för att vara en jätte. Den har, mest troligt, en massa som är ca 1,4 solmassor, en radie som är ca 11,5 solradier och har ca 74 gånger solens utstrålning av energi från dess fotosfär vid en effektiv temperatur av ca 4 600 K.

## Planetsystem
År 2009 upptäcktes en exoplanet, HD 139357 b, i omlopp kring stjärnan.
| Planet | Massa            | Halv storaxel (AE) | Siderisk omloppstid (d) | Excentricitet | Inklination | Radie |
| ------ | ---------------- | ------------------ | ----------------------- | ------------- | ----------- | ----- |
| b      | ≥ 9,76 ± 2,15 MJ | 2,36 ± 0,02        | 1125,7 ± 9              | 0,10 ± 0,02   | -           | -     |